# Passage Stendhal
Le passage Stendhal est une voie du 20e arrondissement de Paris, en France.

## Situation et accès
Le passage Stendhal est situé dans le 20e arrondissement de Paris. Il débute rue Charles-Renouvier et se termine rue Stendhal.

## Origine du nom
Il porte ce nom en raison du voisinage de la rue éponyme.

## Historique
La partie commençant rue Stendhal et finissant en impasse au-delà du tronçon en retour sur la rue Charles-Renouvier était une voie de la voirie de l'ancienne commune de Charonne. Initialement appelée « sentier de traverse des Basses-Dives » et devenue une partie du sentier des Dives qui a été classé dans la voirie parisienne par le décret du 23 mai 1863, elle prend sa dénomination actuelle par un arrêté du 1er février 1877.
Elle est prolongée jusqu'à la rue Charles-Renouvier par un arrêté de la Ville de Paris datant du 2 août 1912.